# Новая Чертория

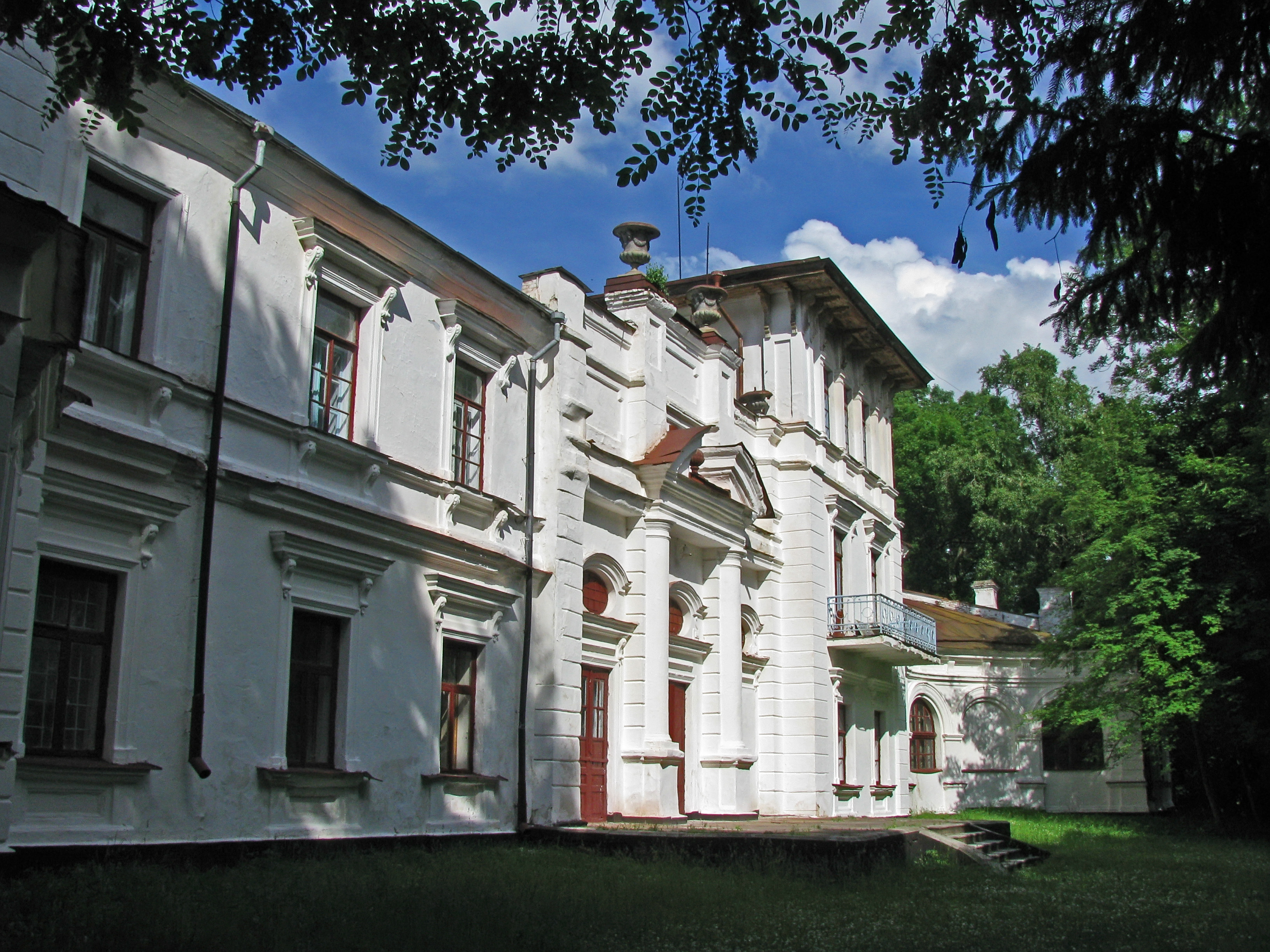
Дворец Прушинских-Оржевских (в настоящее время — аграрный техникум)

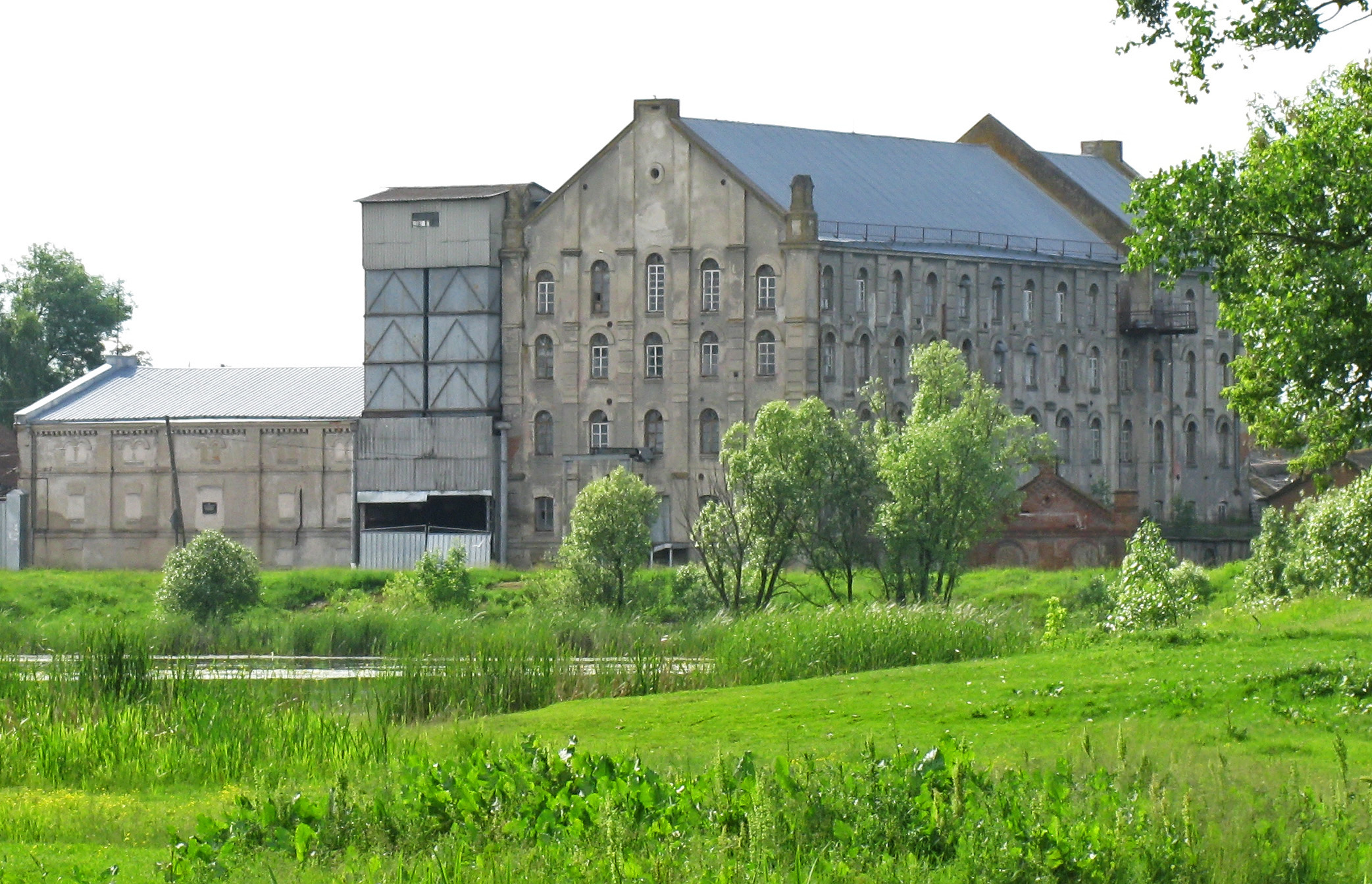
Каменная паровая мельница

Но́вая Чертори́я (укр. Нова Чортория) — село в Любарском районе Житомирской области Украины.

## История
Бывшее местечко Новоград-Волынского уезда Волынской губернии Российской империи.
В 1985 году здесь был построен торговый центр.
Население по переписи 2001 года составляло 1886 человек.

## Социальная инфраструктура
- Общеобразовательная школа I—III ступеней
- Новочерторийский государственный аграрный техникум

## Достопримечательности
- Дворец польских шляхтичей Прушинских. В 1884—1917 годы принадлежал Оржевским.
- Храм—усыпальница генерала Петра Оржевского, выстроенный в 1907 году по заказу его вдовы, Натальи Ивановны Оржевской. В работах по росписи церкви участвовал живописец Михаил Нестеров.
- Новочерторийский парк площадью более 70 гектаров.
- Каменная паровая мельница.

## Адрес местного совета
13120, Житомирская область, Любарский р-н, с. Новая Чертория, ул. Ленина, 34